# Pseudowubana
Pseudowubana là một chi nhện trong họ Linyphiidae.